# فولفغانغ يورغ
فولفغانغ يورغ (بالألمانية: Wolfgang Jörg)‏ هو سياسي ألماني، ولد في 24 يناير 1963 بهاغن في ألمانيا. حزبياً، نشط في الحزب الديمقراطي الاجتماعي الألماني (1985 – ). انتخب عضو مجلس الشورى الموحد شمال الراين وستفاليا وقد انضم خلال فترته النيابية ‏ (8 يونيو 2005 – ) للكتلة البرلمانية الحزب الديمقراطي الاجتماعي الألماني.

## وصلات خارجية
- الموقع الرسمي